# Pogorzałka (Byczyna)

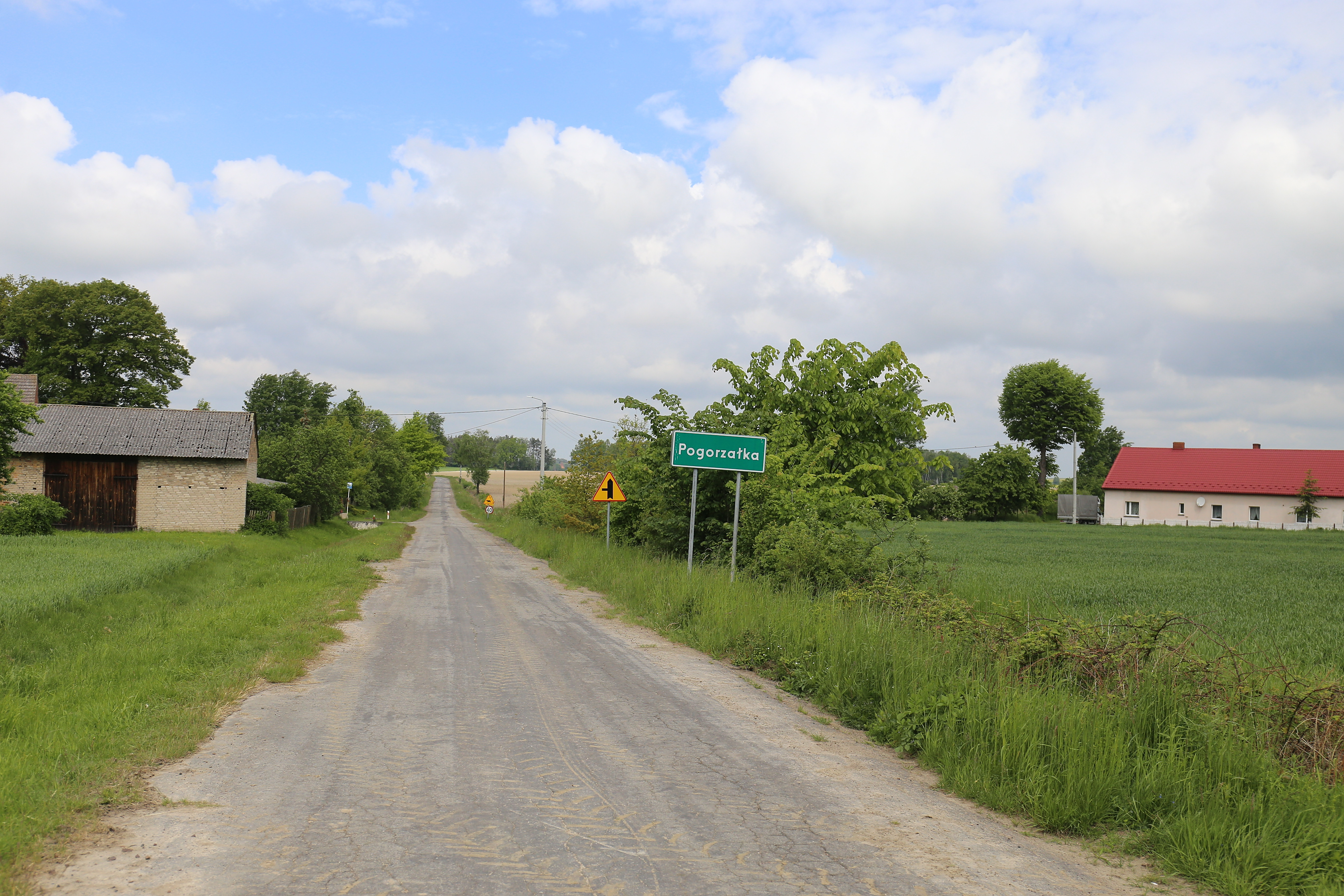
Ortseingang

Pogorzałka (deutsch Hellewald) ist ein Ort der Gmina Byczyna in der Woiwodschaft Opole in Polen.

## Geographie

### Geographische Lage
Pogorzałka liegt im nordwestlichen Teil Oberschlesiens im Powiat Kluczborski. Das Dorf liegt rund 15 Kilometer südöstlich vom Gemeindesitz Byczyna, rund 21 Kilometer nordöstlich der Kreisstadt Kluczbork und etwa 68 Kilometer nordöstlich der Woiwodschaftshauptstadt Opole.
Das Dorf liegt mitten in einem großen Waldgebiet.

### Nachbarorte
Nachbarorte von Pogorzałka sind im Nordwesten Nasale (Nassadel), im Nordosten Goła (Gohle) und im Westen Pszczonki (Schonke).

## Geschichte
Das Dorf wurde als Kolonie des Gutshof Nassadel gegründet. 1840 wird im Dorf eine Erzgrube erwähnt, in der 103 Männer beschäftigt sind. 1845 bestand die Ortschaft aus insgesamt 21 Häusern. Im gleichen Jahr lebten in Hellewald 180 Menschen, davon 84 katholisch.
Als Folge des Zweiten Weltkriegs fiel Hellewald 1945 wie der größte Teil Schlesiens unter polnische Verwaltung. Nachfolgend wurde der Ort in Pogorzałka umbenannt und der Woiwodschaft Schlesien angeschlossen. 1950 wurde es der Woiwodschaft Oppeln eingegliedert. 1999 kam der Ort zum neu gegründeten Powiat Kluczborski (Kreis Kreuzburg).